# Weeping Wall
«Weeping Wall» es una pieza instrumental por David Bowie para su álbum Low, lanzado en 1977.
La canción ha sido descrita por Bowie como un intento de evocar la miseria del Muro de Berlín, siendo una pieza de retrato como la otra música en el lado B de Low.  La melodía principal es una adaptación del tono «Scarborough Fair».
Bowie tocó todos los instrumentos en la grabación, la única canción en solista del álbum, incluyendo varios instrumentos de percusión y sintetizadores. Su voz también está presente en los coros sin palabras. Tiene un estilo minimalista en orientación al compositor Steve Reich. De acuerdo con Reich, Bowie había atendido a la premiere europea de Music for 18 Musicians en la Galería Nacional de Berlín en 1976.
Mientras Brian Eno y editores de NME, Roy Carr y Charles Shaar Murray han sugerido que «Weeping Wall» comenzó como parte de la banda sonora cancelada de Bowie para The Man Who Fell to Earth, el mismo compositor mantiene que la pieza fue compuesta especialmente para Low.

## Créditos
- David Bowie – voz, guitarra, vibráfono, xilófono, sintetizadores, piano, Chamberlin, percusión